# Dulce Whitaker
Dulce Consuelo Andreatta Whitaker (Curitiba, 16 de setembro de 1934 — Araraquara, 28 de janeiro de 2023) foi uma socióloga brasileira, professora emérita da UNESP, conhecida no Brasil por seus trabalhos em sociologia rural. 

## Biografia
Dulce nasceu em Curitiba, em 1934. A família morou por um breve período no Rio de Janeiro e depois mudou-se para a cidade de Pirapozinho, no estado de São Paulo. Ainda criança, gostava de brincar no quintal de terra batida da casa e na mata atrás da residência, porém lembra-se de ver a mãe infeliz por morar no interior, longe dos confortos da cidade grande.
Seu pai era o alfaiate Honório Andreatta, que acabou ensinando à filha o pensamento científico. Sua mãe, Helena Marques Porto Andreatta, lhe ensinou o apreço pela arte, especialmente o piano. Sua mãe foi grande inspiração em sua carreira científica, pois no agradecimento especial que fez à ela no livro Mulher x Homem: o mito da desigualdade (1988), Dulce a agradece por nunca ter ensinado os trabalhos domésticos.
Casou cedo e já com as filhas adolescentes, Dulce ingressou no curso de Ciências Sociais da Universidade Estadual Paulista (UNESP), campus de Presidente Prudente, em 1967. Por muitos anos foi professora de piano e professora de história na rede estadual de Presidente Prudente. Sob a orientação de Aparecida Joly Gouveia, defendeu na Universidade de São Paulo (USP) sua dissertação de mestrado em 1979, com o título O vestibulando e a cultura legítima: análise do estudante brasileiro dentro do processo de urbanização, que posteriormente foi publicada em forma de livro pela Editora Semente com o título A Seleção dos Privilegiados, livro de referência no país para a compreensão das teorias de Pierre Bourdieu no Brasil.
Em 1984, defendeu o doutorado, também pela USP e com orientação da professora Aparecida, com a tese Ideologia e práticas culturais: o controle ideológico do trabalhador da cana. Utilizando-se de redações escritas por filhos de trabalhadores rurais, Dulce buscava compreender os processos de controle ideológico aos quais os mesmos estavam submetidos pela usina de cana de açúcar.
Quando a unificação dos campi criou a Universidade Estadual Paulista, na década de 1970, Dulce ingressou na instituição como professora, transferindo-se então para o campus de Araraquara. Em 1986, foi para a Universidade de Oxford realizar estágio de pós-doutorado com o sociólogo Hermínio Martins. Obrigada a se aposentar no final dos anos 1980, continuou ativa na pesquisa e na pós-graduação da UNESP.
É membro do Núcleo de Pesquisa e Documentação Rural (NUPEDOR). Com as professoras Vera Lúcia Silveira Botta Ferrante e Sonia Maria Pessoa Pereira Bergamasco, liderou um pioneiro estudo sobre assentamentos de reforma agrária no Estado de São Paulo. Atualmente atua também na Universidade de Araraquara, orientando mestrandos e doutorandos nos programas de pós-graduação em Educação Escolar da FCL/AR/UNESP e de Desenvolvimento Regional e Meio Ambiente.Referência
Em 30 de junho de 2018, Dulce recebeu da UNESP o título de Professora Emérita no campus da Faculdade de Ciências e Letras. Em 18 de abril de 2019, Dulce foi premiada pela Câmara Municipal de Araraquara com o 8º Prêmio “Heleieth Saffioti", em reconhecimento ao seu trabalho social na cidade e no Brasil.
Faleceu em 28 de janeiro de 2023, na cidade de Araraquara.

## Publicações selecionadas
- WHITAKER, D. C. A.; Envelhecimento e Poder: a posição do idoso na contemporaneidade. 1. ed. Campinas: Alínea, 2007. v. 1. 180p;
- WHITAKER, D. C. A.; Sociologia Rural: Questões Metodológicas Emergentes. 1. ed. Presidente Venceslau: Letras à Margem, 2002. v. 1. 256p;
- WHITAKER, D. C. A.; Memória viva: a história de Borborema. São Paulo: Moderna, 2000;
- WHITAKER, D. C. A.; Censo de Assentamentos Rurais do Estado de São Paulo: Araraquara. Araraquara-SP: UNESP, 1995. 138p;
- WHITAKER, D. C. A.; Mulher - Homem: O Mito das Desigualdades. São Paulo: Moderna, 1988. 96p;
- WHITAKER, D. C. A.; A Escolha da Carreira. São Paulo: MODERNA, 1985;
- WHITAKER, D. C. A.; A Seleção dos Privilegiados. São Paulo: Semente, 1980. 132p.